# Momčilo Perišić
Pour les articles homonymes, voir Perisic.
Momčilo Perišić (en serbe en écriture cyrillique : Момчило Перишић), né le 22 mai 1944 à Kostunici, aujourd’hui Serbie, est un général de l'armée populaire yougoslave (JNA), puis de l'armée de Yougoslavie (VJ). 
Diplômé de l’académie militaire de l’armée de terre en 1966, il commandait en 1991, lorsque la guerre débuta en Croatie, l’école d’artillerie de la JNA à Zadar en Croatie.
En janvier 1992, il fut nommé commandant du 13e régiment de Bileća nouvellement créé avec un poste de commandement à Mostar en (Bosnie-Herzégovine). Il poursuivit sa carrière comme  chef d’état major et commandant de la 3e armée basée à Niš en Serbie.
Succédant au général Života Panić, il fut chef de l'état major de l'armée de Yougoslavie du 26 août 1993 au 26 novembre 1998.
Après avoir été accusé de crime contre l’humanité et violation des lois et coutumes de guerre par le tribunal pénal international pour l'ex-Yougoslavie, il est acquitté en appel le 28 février 2013,.